# Don Devlin
Don Devlin (26 de fevereiro de 1930 – 11 de dezembro de 2000) foi um produtor, ator e diretor de cinema e televisão estadunidense. Foi casado com Pilar Seurat, com quem teve um filho, Dean Devlin.
Ator de cinema e televisão, começou a carreira nos anos 1950. Posteriormente passou a trabalhar como produtor e escreveu alguns roteiros.